# Anna Mizrahi
Anna Mizrahi (ur. 1977 w Warszawie) – polska tłumaczka literatury tureckiej i polskiej.

## Życiorys
Ukończyła Wydziału Turkologii oraz Dziennikarstwa i Nauk Politycznych Uniwersytetu Warszawskiego. Na stałe pracuje jako tłumaczka przedstawicielstwa tureckich linii lotniczych Turk Hava Yollari w Warszawie. Tłumaczyła z tureckiego na język polski powieści takich pisarzy jak: Ohran Pamuk czy Ece Temelkuran. Przełożyła dialogi w tureckich serialach emitowanych przez TVP: Wspaniałe stulecie oraz Wspaniałe stulecie: Sułtanka Kösem oraz filmach:Trzy małpy Nuriego Bilge Ceylana i Mój przyjaciel wróg Erana Riklisa. Jest współautorką książek Grzeczność na krańcach świata (2007) i Jak zwracają się do siebie Europejczycy (2013), których redaktorką jest Małgorzata Marcjanik. Pierwsze tłumaczenia publikowała jako Anna Polat. Jest mężatką. Ma troje dzieci.

## Tłumaczenia
Z języka tureckiego na polski:
- 2006: Orhan Pamuk: Śnieg[2]
- 2008: Orhan Pamuk: Nowe życie[3]
- 2008: Orhan Pamuk: Stambuł. Wspomnienia i miasto (İstanbul: Hatıralar ve Şehir)
- 2010: Orhan Pamuk: Cevdet Bej i synowie[4]
- Mehmet Murat Somer: Zabójstwa proroków[5]
- 2008: Mehmet Murat Somer: Zabójstwo Buziaczka (Buse Cinayeti)[6]
- 2015: Ahmea Umit: Memento dla Stambułu (İstanbul Hatırası)[5]
- 2016: Ece Temelkuran: Odgłosy rosnących bananów (Muz sesleri)[7]
- 2018: Nermin Bezmen: Imperium namiętności t. 3 (Kurt Seyt & Murka)[8]

Z języka polskiego na turecki:
- 2004: Olga Tokarczuk (Dom dzienny, dom nocny) Gündüzün Evi Gecenin Evi[9]